# Giovanni Magro
Giovanni Magro (Sant'Apollinare con Selva, 1º luglio 1916 – Porto di Gibilterra, 8 dicembre 1942) è stato un militare italiano, sottufficiale della Regia Marina che prestò servizio come Palombaro  nella Xª Flottiglia MAS durante la seconda guerra mondiale, venendo decorato con la Medaglia d'oro al valor militare alla memoria per l'azione compiuta a Gibilterra il 9 dicembre 1942.

## Biografia
Nacque a Sant'Apollinare con Selva, provincia di Rovigo, il 1º luglio 1916. Come altri futuri membri della Xª Flottiglia MAS, si arruolò volontario nella Regia Marina nel 1936 e, dopo aver frequentato il corso presso la Scuola CREM (Corpi Reali Equipaggi Marittimi) di San Bartolomeo venne subito assegnato alla categoria Palombari. Si imbarcò dapprima sul sommergibile Tricheco e poi sull'incrociatore leggero Luigi Cadorna dove, il 1º maggio 1940, conseguì la promozione a sottocapo. Successivamente si imbarcò sulla nave appoggio sommergibili e palombari Titano. Nell'ottobre dello stesso anno, venne accolta la sua richiesta di far parte della  Xª Flottiglia MAS, operando sui mezzi speciali subacquei. Trasferito presso la nave appoggio Olterra, ormeggiata ad Algeciras, in Spagna, partecipò come secondo operatore dell'S.L.C. condotto dal tenente di vascello Licio Visintini a due missioni contro la base navale di Gibilterra.
Venne promosso sergente per merito di guerra dopo la prima missione nel porto di Gibilterra condotta nel settembre 1941. Ritornò nel porto inglese la notte dell'8 dicembre 1942 per violare nuovamente la base. Morì assieme al suo capo equipaggio nel tentativo di forzamento; vennero colpiti dalle bombe di profondità che gli inglesi lanciavano regolarmente proprio per evitare le incursioni degli S.L.C. italiani. Con Decreto Luogotenenziale del 31 agosto 1944 fu insignito della medaglia d'oro al valor militare alla memoria.